# Coppa Bernocchi 1974
La Coppa Bernocchi 1974, cinquantaseiesima edizione della corsa, si svolse il 17 agosto 1974 su un percorso di 244 km. Era valida come evento del circuito UCI categoria CB1.1. La vittoria fu appannaggio dell'italiano Francesco Moser, che terminò la gara in 5h50'00", alla media di 41,829 km/h, precedendo i connazionali Fabrizio Fabbri e Valerio Lualdi. L'arrivo e la partenza della gara furono a Legnano.

## Ordine d'arrivo (Top 10)
| Pos. | Corridore        | Squadra        | Tempo    |
| ---- | ---------------- | -------------- | -------- |
| 1    | Francesco Moser  | Filotex        | 5h50'00" |
| 2    | Fabrizio Fabbri  | Sammontana     | a 1'40"  |
| 3    | Valerio Lualdi   | Brooklyn       | a 1'40"  |
| 4    | Antonio Salutini | Sammontana     | a 1'40"  |
| 5    | Roberto Poggiali | Filotex        | a 1'40"  |
| 6    | Mario Lanzafame  | Dreherforte    | a 1'40"  |
| 7    | Ottavio Crepaldi | Magniflex      | a 7'29"  |
| 8    | Rocco Gatta      | Sammontana     | a 9'25"  |
| 9    | Marino Basso     | Bianchi        | a 9'33"  |
| 10   | Alessio Antonini | Jollj Ceramica | a 9'33"  |